# Wybrzeże (Basses-Carpates)
Pour les articles homonymes, voir Wybrzeże.
Wybrzeże est une localité polonaise de la gmina de Dubiecko, située dans le powiat de Przemyśl en voïvodie des Basses-Carpates.